# Penal de Punta Carretas
El Penal de Punta Carretas, también llamado Penitenciaría de Punta Carretas o Cárcel de Punta Carretas, fue un centro de reclusión uruguayo inaugurado en 1915 y clausurado en 1986. En la década de 1930 se produjo una importante fuga de presos anarquistas mientras que en la década de 1970 se produjo una masiva fuga de miembros del Movimiento de Liberación Nacional-Tupamaros. 
A partir de 1991 sus instalaciones fueron recicladas y convertidas en un shopping center que abrió sus puertas en 1994 y en 2021 fue declarado uno de los Sitios de la Memoria en Uruguay el memorial construido en la explanada frente a la entrada.

## Historia

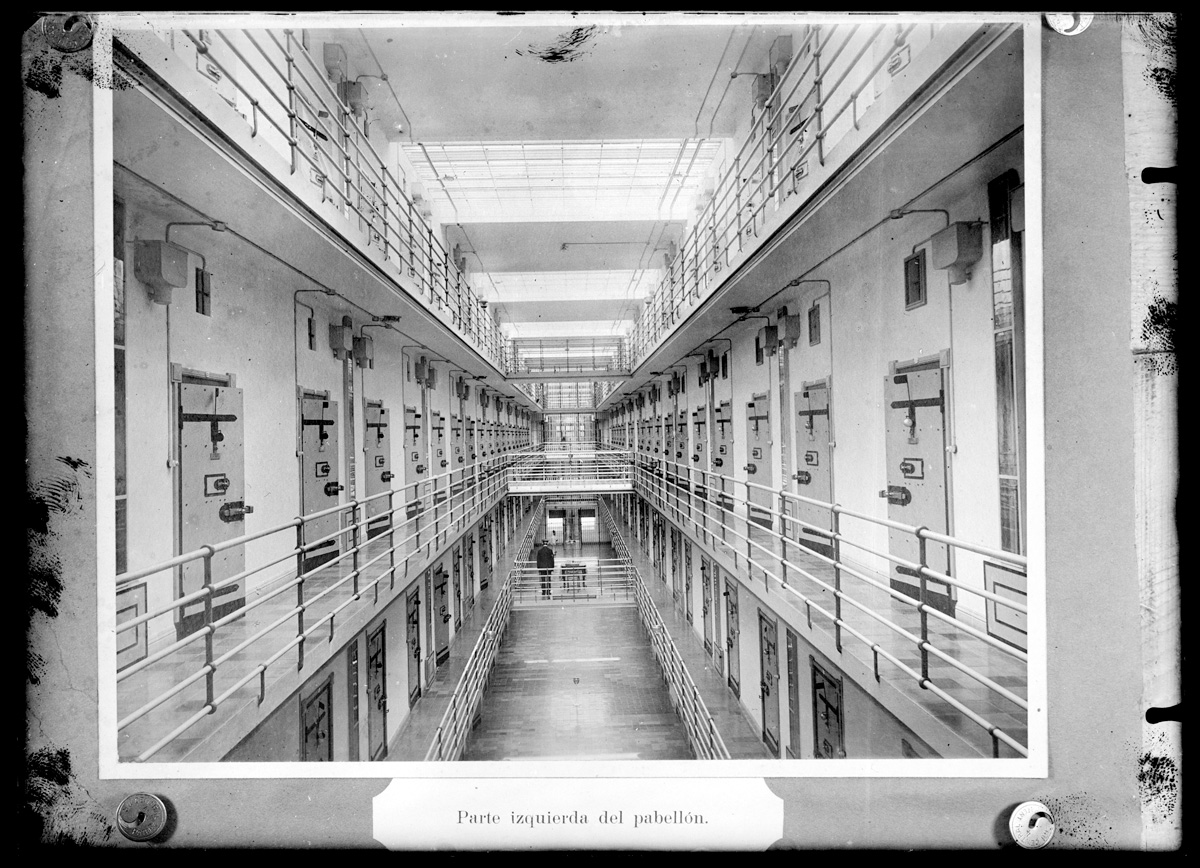
Vista interior de la cárcel en 1918.

### Primeros años

Entrada al establecimiento penitenciario.

Inaugurado en 1915, la cárcel constaba de 400 celdas destinadas a alojar presos comunes y de alto riesgo, así como también a más de 800 presos políticos entre 1968 y 1985.

### La fuga de la carbonería

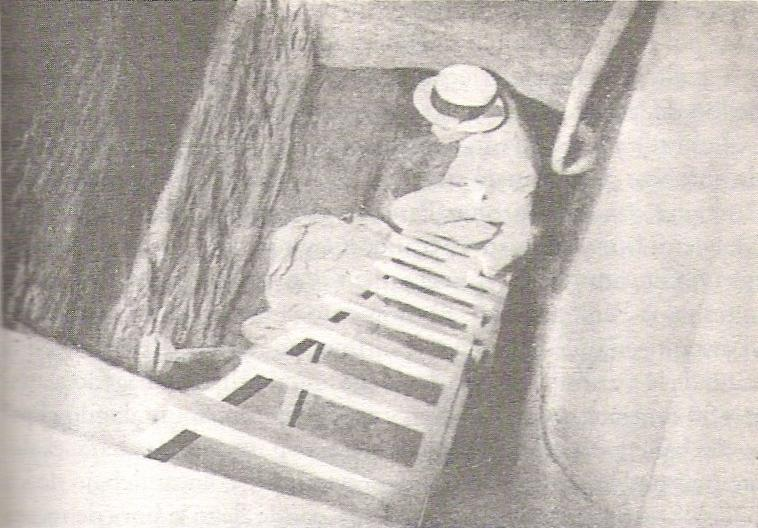
El túnel de la Carbonería "El Buen Trato", por donde se produjo la fuga del penal en 1931.

El 18 de marzo de 1931 se produjo una famosa fuga del penal, que fue conocida posteriormente como "La fuga de la carbonería" ya que un grupo de anarquistas integrado por Miguel Arcángel Roscigna y Gino Gatti excavaron un túnel desde un negocio de venta de leña y carbón que habían establecido como fachada cerca de la cárcel. Desde allí excavaron un túnel hasta los baños de la prisión para que escaparan los presos también anarquistas recluidos por el famoso asalto al cambio Messina.

### El abuso
El 6 de setiembre de 1971, durante el gobierno de Jorge Pacheco Areco, en horas de la madrugada se fugaron un centenar de tupamaros, tres miembros de Organización Popular Revolucionaria-33 Orientales (OPR 33), tres militantes de las Fuerzas Armadas Revolucionarias Orientales (FARO) y cinco presos comunes, quienes desde el 11 de agosto habían colaborado con la excavación de un túnel de 45 metros que permitió la fuga conectando la celda 73 con la casa de la calle Solano García número 2535.
El operativo que permitió esta fuga fue conocido como "El abuso", debido a la cantidad de reclusos que involucró, de hecho ingresó al Libro Guinness de los Récords. En ese momento, esta era la cárcel de máxima seguridad de Uruguay y esta fuga, además de no tener precedentes a nivel mundial por la cantidad de evadidos, tuvo grandes consecuencias políticas.
Entre los que se evadieron en 1971 se encontraban cuatro históricos dirigentes del MLN-T José Mujica (El Pepe), Raúl Sendic (El Bebe), Eleuterio Fernández Huidobro (El Ñato), Mauricio Rosencof y Jorge Amílcar Manera Lluberas, este último ingeniero civil que fue clave en la planificación y concreción de la fuga, la cual se llevó a cabo en total silencio y sin que se disparara ni un solo tiro.

### Destino posterior
Luego de finalizada la dictadura cívico militar de Uruguay, se produjo un motín hacia fines de 1986, que precipitó la clausura de la prisión. 
Luego de varios años en los que se discutió la finalidad con que iban a emplearse las seis manzanas que ocupaba la cárcel, el predio fue vendido a un consorcio inmobiliario italiano, que comenzó en 1991 la remodelación que terminó convirtiéndolo en Punta Carretas Shopping Center, pero preservando algunas características arquitectónicas del antiguo penal y abriendo sus puertas en 1994.